# Футбол в Турции
Футбол — самый популярный вид спорта в Турции, корни которого уходят во времена Османской империи. Первые матчи были сыграны в османских Салониках в 1875 году. Этот спорт завезли в страну жители Англии.
Турецкая футбольная ассоциация была основана в 1923 году, а игры профессиональной лиги проводятся с 1959 года. Сборная Турции добилась самого большого успеха на чемпионате мира 2002 года, когда достигла 3-го места. «Галатасарай» добился наибольших успехов среди турецких клубов в 2000 году, выиграв Кубок УЕФА и Суперкубок УЕФА.
Турецкая система футбольных лиг состоит из пяти профессиональных лиг, одна из которых является женской.

## История
Первой футбольной лигой Турции стала созданная в 1904 году Стамбульская футбольная лига. Региональные футбольные лиги были основаны во многих других городах, таких как Анкара, Измир, Адана, Эскишехир, Эдирне и Трабзон.

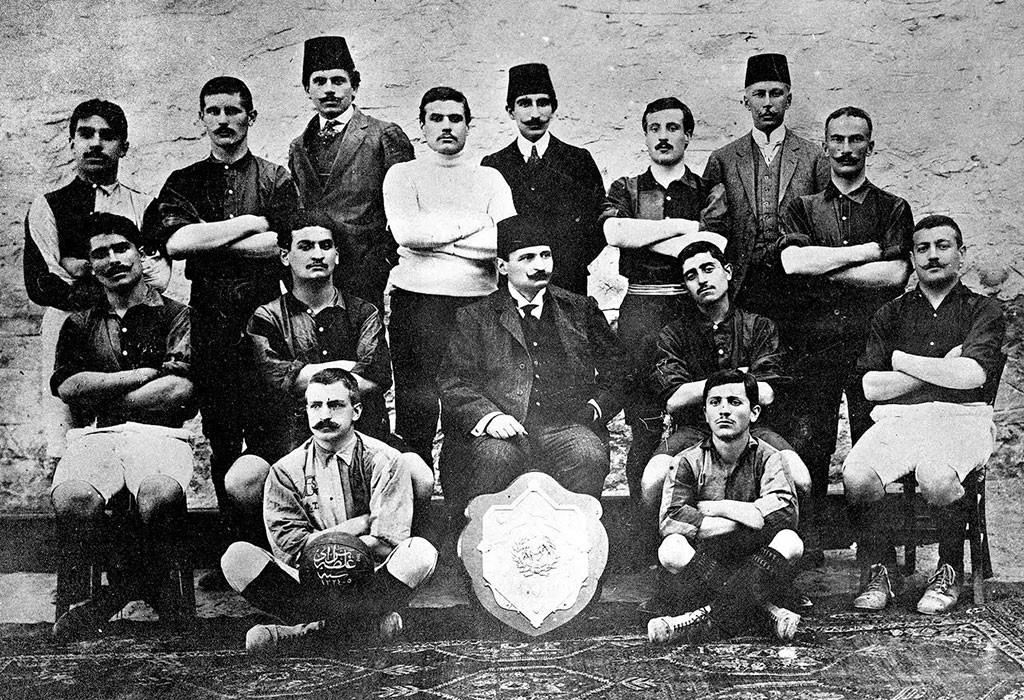
«Галатасарай» — чемпионы Стамбульской лиги в сезоне 1908/09.

Первый Турецкий футбольный чемпионат (тур. Türkiye Futbol Şampiyonası), был проведён Турецкой футбольной федерацией (ТФФ) в формате игр навылет в 1924 году (победителем стал клуб «Харбие» из Стамбула). В таком виде он проводился до 1941 года включительно, к турниру допускались победители региональных лиг. С 1942 по 1951 год он разыгрывался в финальной группе, состоявшей из чемпионов трёх основных региональных лиг (Стамбул, Анкара, Измир), которые квалифицировались непосредственно, а также победителей квалификационного плей-офф, проведённого среди победителей региональных групп, кроме перечисленных выше трёх лиг. Матчи финальной группы проводились в формате лиги на нейтральных стадионах. Чемпионат проводился до 1990 года, однако в связи с тем, что турецкий футбол стал профессиональным в 1951 году, с 1952 года турнир перестал быть футбольным соревнованием высшего уровня для Турции.
Национальный дивизион (тур. Millî Küme) был основан ТФФ в 1937 году и стал первым общенациональным футбольным соревнованием в формате Лиги. В турнире принимали участие лучшие клубы из лиг Станбула, Анкары и Измира, которые в то время считались наиболее сильными среди региональных соревнований. Первым победителем турнира стал «Фенербахче». В число участников входили четыре лучших клуба из Станбула, по два из Анкары и Измира. Исключение было сделано в 1941 году, когда к участию были допущены победитель турецкого футбольного чемпионата 1940 года «Эскишехирспор» (это был единственный клуб из-за пределов трёх основных городов, участвующих в лиге) и третий клуб из Анкары. Последним стал сезон лиги в 1951 году.

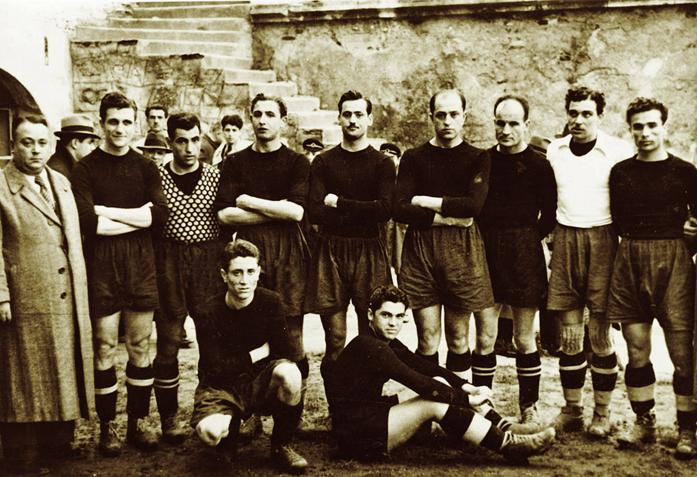
«Бешикташ» — чемпионы Стамбульской лиги в сезоне 1940/41.

В период с 1940 по 1950 год оба чемпионата высшего уровня существовали одновременно, а значит было два национальных чемпиона. Так как Национальный дивизион проводился в формате двухкругового турнира с домашними и выездными матчами на регулярной основе, а также с бо́льшим количеством матчей в целом по сравнению с Турецким футбольным чемпионатом, он получил бо́льшую известность и признание. Также с 1944 по 1950 год существовал специальный Суперкубок между чемпионами этих двух национальных соревнований. Трофей назывался Кубок премьер-министра (тур. Başbakanlık Kupası) и стал одним из самых ранних футбольных суперкубковых турниров в мире и в Европе. В те десятилетия «Фенербахче» доминировал в турецком футболе, выиграв три титула Турецкого чемпионата и шесть титулов Национального дивизиона, что является рекордом для обоих турниров.
В период с 1952 по 1955 год в Турции не было общенационального чемпионата высшего уровня. «Галатасарай» представлял Турцию в Кубке европейских чемпионов 1956/57 как чемпион Стамбульской футбольной лиги. В том сезоне УЕФА решила, что только чемпионы стран могут принимать участие в Кубке европейских чемпионов, что побудило ТФФ возродить Национальный чемпионат. В итоге в 1956 году был создан Кубок Федерации (тур. Federasyon Kupası), он должен выявить чемпиона Турции, который стал бы представлять Турцию в еврокубках. В Кубке Федерации 1956/57 и 1957/58 победил «Бешикташ», однако, поскольку ТФФ не смогла вовремя подать заявку, «Бешикташ» не смог принять участие в сезоне 1957/58 Кубка европейских чемпионов.
В 1959 году Турецкой футбольной федерацией была основана Национальная профессиональная футбольная лига, известная сегодня как Суперлига (тур. Süper Lig). Важно отметить, что ТФФ в настоящее время не признаёт чемпионские титулы периода с 1924 по 1951 год, разыгранные в турнирах «Турецкий футбольный чемпионат» и «Национальный дивизион», несмотря на то, что указанные соревнования проводились под эгидой самой федерации.
В зависимости от того, учитываются ли не признанные ТФФ турниры или нет, лидерами по количеству титулов чемпиона Турции могут считаться «Фенербахче» (с учётом побед до 1959 года) или «Галатасарай» (начиная с сезона 1959/60).
В сезоне 1962/63 впервые проводился Кубок Турции по футболу (тур. Türkiye Kupası). Первый финал проходил в два матча. В финале встречались два столичных гранда: «Галатасарай» и «Фенербахче». Обе встречи закончились победой «Галатасарая» с одинаковым счетом 2:1. Наибольшее количество побед в турнире также имеет «Галатасарай».
Суперкубок Турции официально проводится с сезона 1965/66, в котором получил название «Кубок Президента» (тур. Cumhurbaşkanlığı Kupası). Кубок проводился между победителями Первой лиги и Кубка Турции. В сезоне 1967/68 «Фенербахче» сделал дубль, и кубок достался ему без проведения матчей. После этого Турецкая футбольная федерация решила изменить формат Суперкубка, и теперь клуб, сделавший дубль, должен был играть с победителем Кубка Премьер-министра (тур. Başbakanlık Kupası). В начале 1980-х годов, когда Кубок Премьер-министра не проводился, победитель этого трофея заменялся серебряным призёром чемпионата, что и являлось окончательным регламентом вплоть до прекращения проведения Кубка в 1998 году. Кубок изменил своё название на Кубок Главы государства (тур. Devlet Başkanlığı Kupası) с 1980 по 1982 годы, после чего снова был переименован в Кубок Президента. Второй запуск Суперкубка был в сезоне 2005/2006, турнир назывался Суперкубок Турции, и игрался тем же самым форматом, как и его предшественник. Наибольшее количество завоёванных Суперкубков страны у «Галатасарая».

## Система лиг

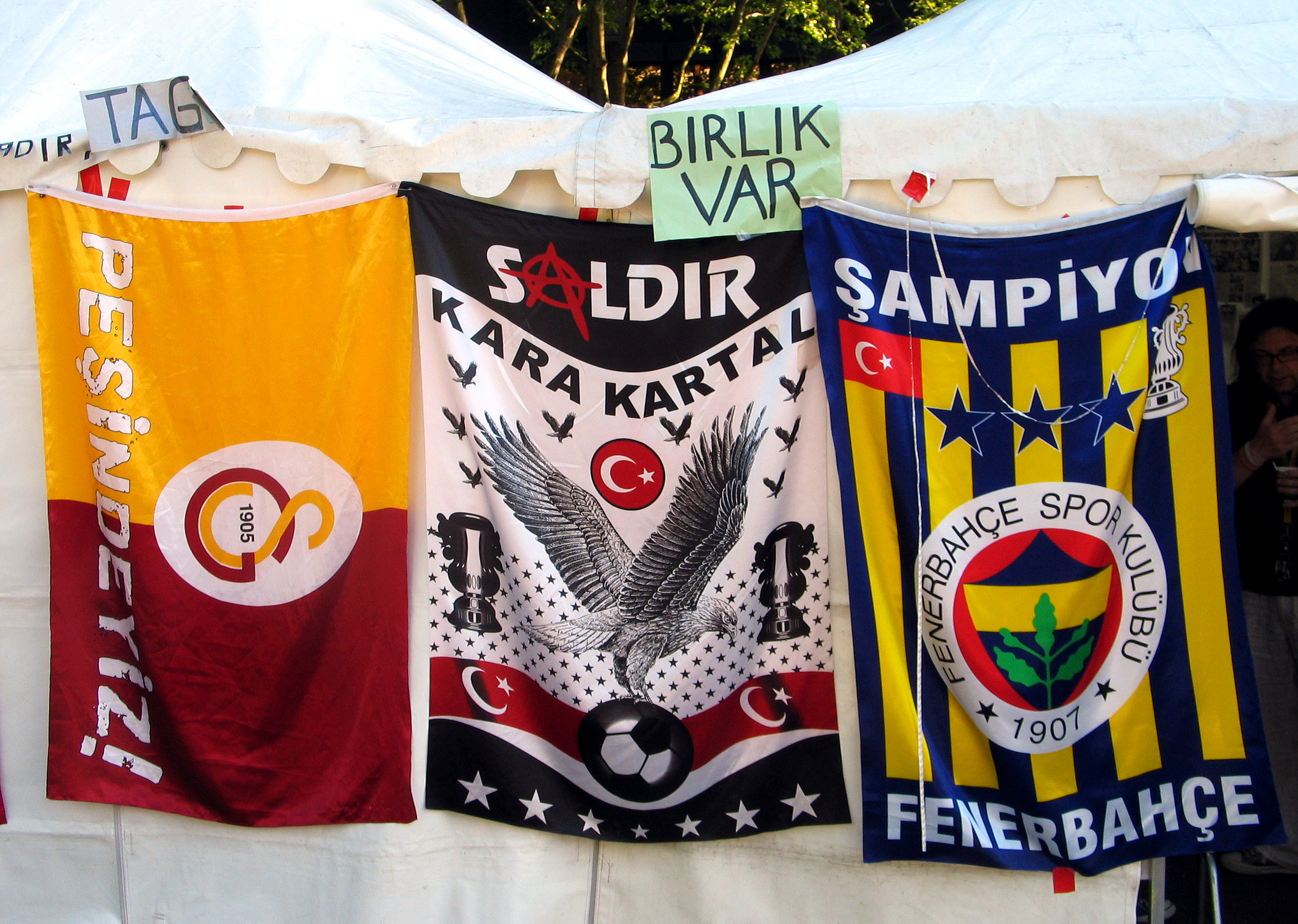
Флаги трёх основных клубов Стамбула (слева направо — «Галатасарай», «Бешикташ», «Фенербахче»)

### Суперлига
Суперлига — самый высокий дивизион Турции с 1959 года, в котором принимает участие 18 клубов. Чемпионы получают право сыграть в Лиге чемпионов УЕФА. «Галатасарай», «Фенербахче», «Бешикташ» и «Трабзонспор» — наиболее успешные турецкие клубы из тех, что принимали участие в соревнованиях; они выиграли почти все титулы с 1959 года (лишь в 2010 году чемпионство праздновал «Бурсаспор»). «Галатасарай» выиграл наибольшее количество сезонов Суперлиги, тогда как «Фенербахче» получил больше титулов чемпионата Турции целом. Однако Федерация футбола Турции не признает титулов, выигранных в бывшем чемпионате Турции и Национальном дивизионе.

### Лига А2
Клубы в системе турецкой футбольной лиги не имеют резервных команд (за исключением «Генчлербирлиги»). Зато в клубах есть команды до 20 и до 18 лет, играющих в отдельных чемпионатах.

### Любительский футбол
Ниже четырёх профессиональных лиг в турецком футболе находятся любительские местные лиги.
Лучшие любительские клубы имеют право на повышение в турецкую Третью лигу, самый низкий профессиональный дивизион страны.

## Кубковые соревнования
Два основных кубковых соревнования страны — Кубок Турции и Суперкубок Турции. В первом из них участвуют клубы из всех профессиональных дивизионов. Суперкубок — это ежегодный матч, который проводится между победителями Суперлиги и Кубка Турции.
Ранее в стране также проходили такие кубковые соревнования как Кубок Премьер-министра, Кубок Ататюрка, Кубок Стамбула, Кубок флота, Кубок TSYD, и Кубок Spor Toto.

## Еврокубки
Турецкие клубы участвуют в большом количестве европейских турниров. Ниже указаны лучшие результаты:

### Суперкубок УЕФА
- Галатасарай (2000 — чемпион)

### Лига Европы УЕФА
- Фенербахче (2012/2013 — полуфиналист)
- Бешикташ (2002/2003 — четвертьфиналист)
- Бешикташ (2016/2017 — четвертьфиналист)

‡ Галатасарай был одним из восьми команд группового этапа Лиги чемпионов УЕФА 1993/1994, однако УЕФА не считает это участием в четвертьфинале.

### Кубок УЕФА / Лига Европы
- Галатасарай (1999/2000 — чемпион)
- Фенербахче (2012/2013 — полуфиналист)
- Бешикташ (2002/2003 — четвертьфиналист)
- Бешикташ (2016/2017 — четвертьфиналист)

### Балканский кубок
- Фенербахче (1966/1967 — чемпион)
- Сариерспор (1991/1992 — чемпион)
- Самсунспор (1993/1994 — чемпион)
- Эскишехирспор (1975 — финалист)

### Кубок ярмарок
- Гезтепе (1968/1969 — полуфиналист)

### Кубок обладателей кубков УЕФА
- Фенербахче (1963/1964 — четвертьфиналист)
- Гезтепе (1969/1970 — четвертьфиналист)
- Бурсаспор (1974/1975 — четвертьфиналист)
- Галатасарай (1991/1992 — четвертьфиналист)

### Кубок Интертото УЕФА
- Кайсериспор (2006 — совместный победитель)
- Трабзонспор (2007 — финалист)
- Сивасспор (2008 — финалист)
- Стамбулспор (1997 — полуфиналист)
- Самсунспор (1998 — полуфиналист)
- Трабзонспор (1999 — полуфиналист)
- Бурсаспор (1995 — четвертьфиналист)

## Сборная Турции

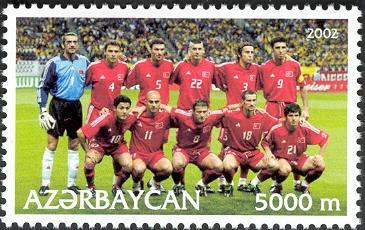
Сборная Турции, бронзовый призёр чемпионата мира-2002 на почтовой марке Азербайджана.

Первый матч сборной Турции состоялся 26 октября 1923 против сборной Румынии и закончился ничьей 2:2. Турция дважды участвовала в чемпионатах мира, в 1954 и 2002 годах, на втором из которых стала бронзовым призёром. Турция также финишировала третьей на Кубке Конфедераций 2003, вышла в полуфинал Евро-2008 и играла в четвертьфинале Евро-2000.
Женская команда дебютировала 8 сентября 1995 года в матче против команды Румынии, проиграв дома в Стамбуле со счётом 0:8. Женская сборная Турции ещё не участвовала в финальной фазе чемпионата мира или чемпионата Европы.

## Стадионы

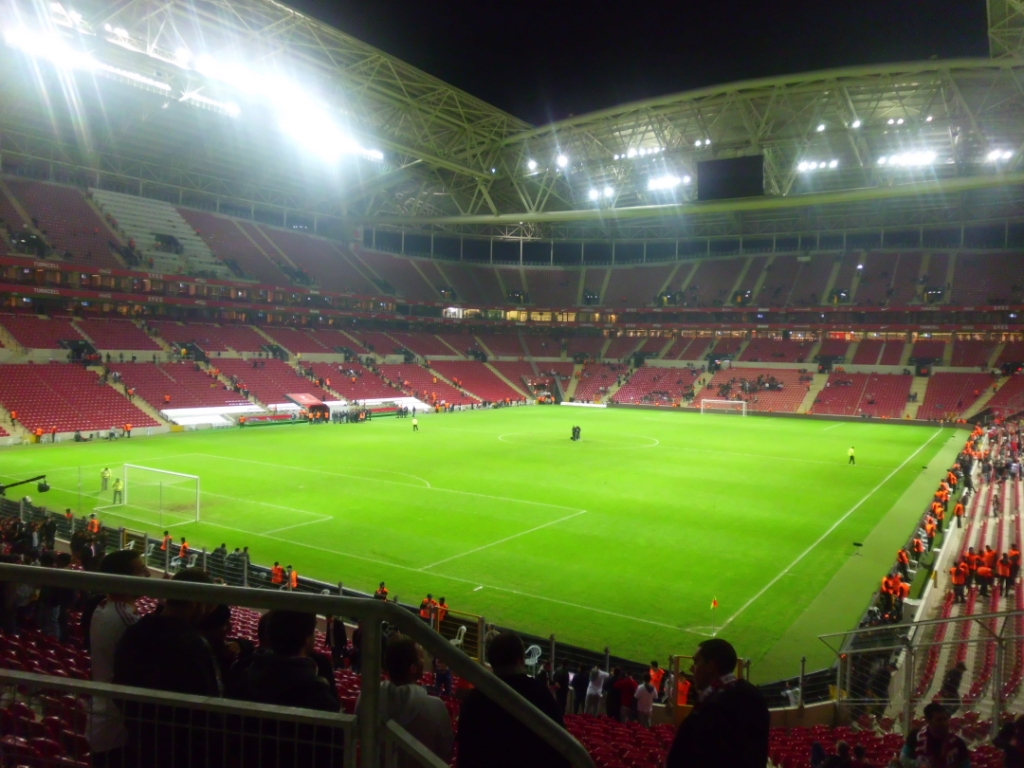
«Тюрк-Телеком Арена» — домашний стадион клуба «Галатасарай».

Крупнейший в Турции стадион — Олимпийский стадион Ататюрка в Стамбуле, который может вместить 76 092 зрителей. Стадион имеет наивысшую 4-ю категорию УЕФА и является восьмым по величине стадионом в Европе. На нём проводит свои матчи сборная Турции, а в 2005 году здесь состоялся легендарный финал Лиги чемпионов между «Ливерпулем» и «Миланом». Некоторое время стадион был домашним для «Галатасарая», но впоследствии команда снова вернулась на свою арену «Али Сами Йен». Галатасарай продолжал играть на Олимпийском стадионе матчи Лиги чемпионов из-за того, что на стадионе «Али Сами Йен» было недостаточно мест. С января 2011 года «Галатасарай» стал выступать на новой «Тюрк Телеком Арене».
Другие известные турецкие стадионы, «Шюкрю Сараджоглу» и «Водафон Парк», тоже расположены в Стамбуле.